# 鮑氏光鰓魚

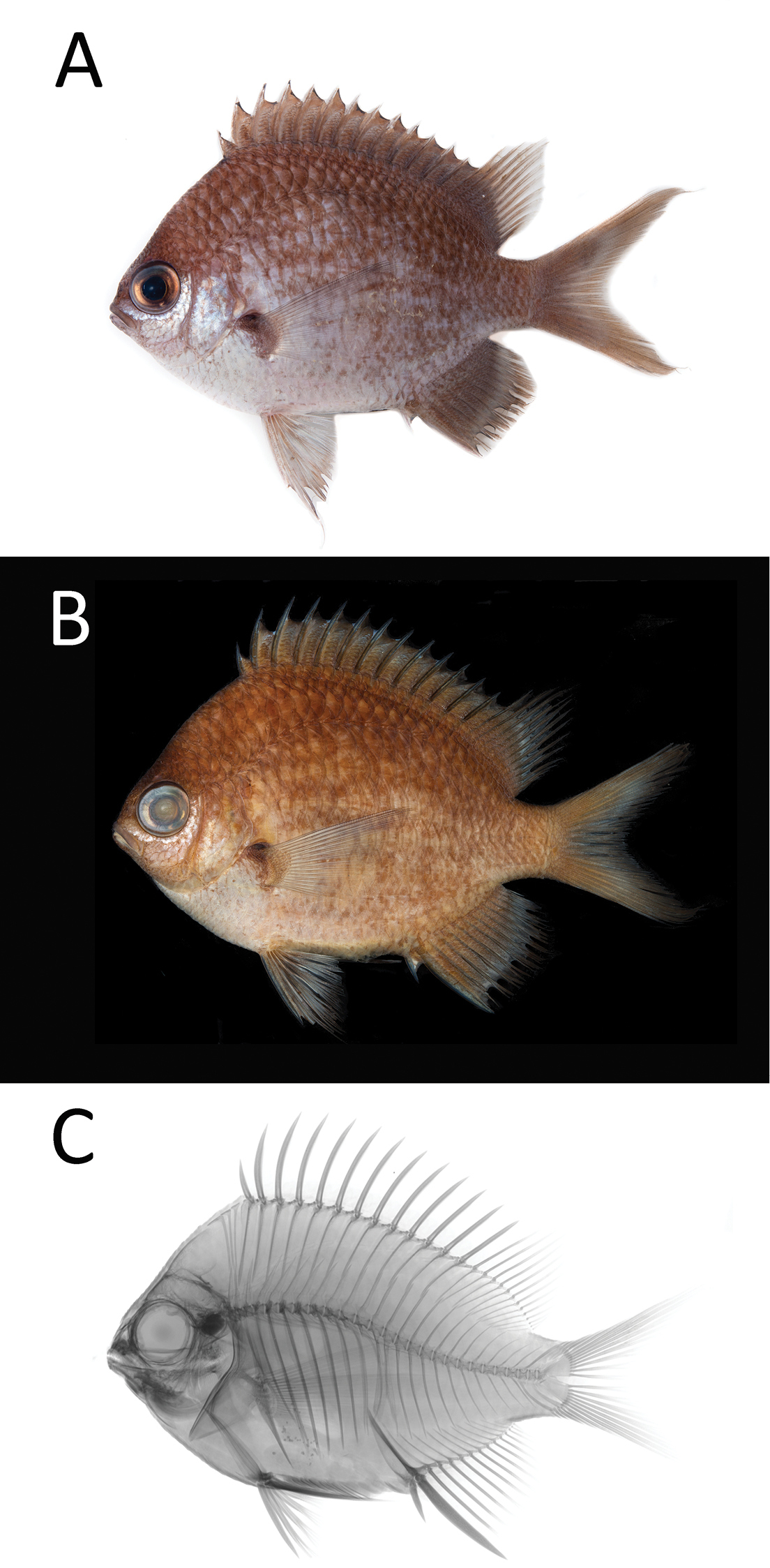

腋光鰓魚（學名：Chromis bowesi），又稱腋光鰓雀鯛，是輻鰭魚綱鱸形目雀鯛科光鰓魚屬的其中一種，由Luiz A. Rocha及其同事於2019年首次描述了該物種，Bowesi這個具體名稱是為了紀念已故的William K. Bowes Jr.（1926 - 2016），他是加州科學院「珊瑚礁希望」倡議的主要發起人。分布於西太平洋菲律賓海域，深度80至120公尺，本魚體呈卵圓形，身體呈藍紫色，胸鰭後面有淺藍色條紋，背鰭和腹鰭上的棘呈淺藍色至近白色，背側棕灰色，腹側白色，體側有深淺相間的條紋，眼睛下方區域呈銀白色，胸鰭基部有黑斑，背鰭硬棘13枚、背鰭軟條11-12枚、臀鰭硬棘2枚、臀鰭軟條11-13枚、脊椎骨26個，體長可達8.2公分，棲息在外海深水海域，以浮游生物為食，繁殖期時成對出現，雄魚會守護卵直到孵化，生活習性不明。